# Regeringen Moltke IV
Regeringen Moltke IV var Danmarks regering 18. oktober 1851 – 27. januar 1852. Blev også kaldt oktoberministeriet.
Ændring: 7. december 1851
Den bestod af følgende ministre:
- Premierminister: A.W. Moltke
- Udenrigsminister: C.A. Bluhme
- Finansminister: W.C.E. Sponneck
- Indenrigsminister: F.F. Tillisch
- Justitsminister: A.W. Scheel
- Minister for Kirke- og Undervisningsvæsenet:

J.N. Madvig til 7. december 1851, derefter
P.G. Bang
- Krigsminister: C.J. Flensborg
- Marineminister: C.E. van Dockum
- Minister for Slesvig: C.E. Bardenfleth